# Мозжухін Іван Ілліч
Іван Ілліч Мозжу́хін (нар. 8 жовтня 1889, Сергіївське — пом. 17 січня 1939, Неї-сюр-Сен) — російський і французький кіноактор. Брат співака Олександра Мозжухіна.

## Біографія
Народився 26 вересня [8 жовтня] 1889 року у селі Сергіївському Саратовської губернії Російської імперії (нині Кондоль у Пензенському районі Пензенської області Росії). Дитинство і юність провів у Пензі, де навчався у чоловічій гімназії. Продовжив навчання на юридичному факультеті Московського університету.
Залишивши навчання, вступив до драматичної трупи в Черкасах. Протягом трьох років грав на провінційній сцені, згодом у Москві в Введенському народному домі. З 1908 року почав знімався у кіно у фільмах фірми Олександра Ханжонкова, грав епізодичні ролі; з 1915 року знімався у фірмі Йосипа Єрмолаєва. Упродовж 1914—1917 років — актор Московського драматичного театру.
1920 року емігрував до Франції. Знімався головним чином у Франції, також у Німеччині та Голлівуді (під прізвищем Москін). Помер від туберкульозу 17 січня 1939 року у Неї-сюр-Сен. Похований на цвинтарі Сент-Женев'єв-де-Буа.

## Творчість
театральні ролі
- Петя Трофімов — «Вишневий сад» Антона Чехова;
- Незнамов — «Без вини винні» Олександра Островського);
- граф Клермон — «Король, закон і свобода» Леоніда Андреєва[5].

У кіно грав романтичних героїв у мелодрамах, знімався у побутових комедіях, салонних та декадентських драмах. Велику увагу приділяв жестам, міміці, виразу очей. Знімався у російських режисерів Якова Протазанова, Владислава Старевича, Василя Гончарова, Петра Чардиніна, Евгена Бауера. Працював у творчій співдружності з акторкою та дружиною Наталією Лисенко. Знявся у понад ста фільмах, зокрема:
в Росії
- «Крейцерова соната» за Левом Толстим — скрипаль Трухачевський (1911);
- «Оборона Севастополя» — адмірал Корнілов (1911);
- «Селянська доля» — Петро (1912);
- «Будиночок у Коломні» за Олександром Пушкіним — Маврушка, він же і гвардійський офіцер (1913);
- «Страшна помста» — чаклун (1913);
- «Дядюшкіна квартира» — Коко (1913);
- «Обрив» за Іваном Гончаровим — Райський (1913);
- «Ніч перед Різдвом» за Миколою Гоголем — чорт (1913);
- «Горе Сарри» (1913);
- «Руслан і Людмила» за Олександром Пушкіним — Руслан (1914);
- «Життя в смерті» — лікар Рене (1914);
- «Мазепа» — Іван Мазепа (1914);
- «Жінки завтрашнього дня» — Бецький (1914);
- «Микола Ставрогін», за романом Федора Достоєвського «Біси» — Ставрогін (1915);
- «Наташа Ростова» за романом Лева Толстого «Війна і мир» — Анатоль Курагін (1915);
- «Діти Ванюшина» за Сергієм Найдьоновим — Олексій (1915);
- «Пара гнідих» (1915);
- «В буремній сліпоті пристрастей» — Микола, неврастенік (1915);
- «Я і моя совість» (1915);
- «Пікова дама» за Олександром Пушкіним — Герман (1916);
- «Кохання сильне не пристрастю поцілунку» (1916);
- «Пляска смерті» — композитор Марко Галич (1916);
- «Жебрачка» (1916);
- «Гріх» (1916);
- «І пісня залишилася недоспіваною» (1916);
- «Куліси екрану» (1917);
- «Андрій Кожухов» за романом Сергія Степняка-Кравчинського — Андрій (1917);
- «Сатана тріумфуючий» — пастор Тальнокс та його син Сандро ван-Гоген (1917);
- «Малютка Еллі» — мер міста Нортона (1918);
- «Отець Сергій» за Левом Толстим — князь Касатський (1918).

за кордоном
- «Дитя карнавалу» (1921, 1933; сценарист і режисер);
- «Дім таємниць» (1922);
- «Кін» (1923);
- «Палаюче багаття» (1923; сценарист і режисер);
- «Тіні, які зникають» (1924);
- «Покійний Матіас Паскаль» (1925);
- «Михайло Строгов» (1926).

Автор сценаріїв до низки фільмів, поет (публікувався у російській кінопресі).

## Вшанування пам'яті

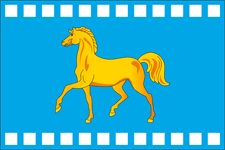
Прапор Кондолі.

- 1989 року в рідному селі актора Кондолі, в будинку на вулиці Радгоспній, № 5, було відкрито Музей братів Мозжухіних. На будівлі музею Івану Мозжухіну встановлена меморіальна дошка[6];
- Герб і прапор Кондоля містять стилізовані контури кіноплівки на згадку про видатного земляка[7];
- З 2007 року у Пензі проходить кінофестиваль імені Івана Мозжухіна[7];
- 26 листопада 2010 року рішенням Пензенської міської Думи № 472-23/5 ім'я Івана Ілліча Мозжухіна було присвоєно одній із вулиць, а також восьми проїздам у мікрорайоні «Зоря-2 мкр. 1-2» Октябрського району міста Пензи;
- 19 травня 2016 року в Пензі, на будівлі по вулиці Володарського, № 5, де знаходилася чоловіча гімназія в якій навчався майбутній актор, встановлено меморіальну дошку-горельєф (скульптор Валерій Кузнєцов)[7].